# Torpedo semipelagica
Torpedo semipelagica är en rockeart som beskrevs av Nikolai V. Parin och Kotlyar 1985. Torpedo semipelagica ingår i släktet Torpedo och familjen darrockor. Inga underarter finns listade i Catalogue of Life.